# Hacker (Computerspiel)
Hacker ist ein Computerspiel von Activision, das ab 1985 für mehrere Plattformen erschienen ist. Designer war Steve Cartwright. 1986 ist mit Hacker II: The Doomsday Papers ein Nachfolger erschienen.

## Spielprinzip
Das Spiel soll den Spieler in die Situation eines Hackers versetzen. Um dies zu erreichen, enthielt das Spiel eine sehr knappe Anleitung, die nur beschrieb, wie das Spiel gestartet wurde. Nach dem Start begrüßt das Spiel den Spieler mit der Meldung „Logon Please“. Das Passwort sowie die Benutzung des durch dieses Passwort geschützten Systems muss der Spieler, wie ein echter Hacker, selbst herausfinden.
Jedoch „stürzt“ das System nach einigen Versuchen ab und gibt den Zugang zu einem Spionagesystem frei. In diesem System kann der Spieler einen kleinen Roboter durch ein labyrinthartiges Tunnelsystem steuern. Mit dem Roboter kann der Spieler elf weltweit verteilte Städte ansteuern und dort mit jeweils einem Agenten sprechen. Beginnend mit 5000 $ Startkapital muss der Spieler durch Tauschhandel mit diesen Agenten alle Teile eines Dokumentes zusammensammeln. Gibt der Spieler zu viel Geld für nicht tauschbare Objekte aus, kann ihm das Geld ausgehen. Das Spiel wird dadurch unlösbar und muss neu begonnen werden.
Auch entdecken die Betreiber des Systems den Einbruch ins System und starten zwei Satelliten, mit denen der Roboter auf der Spielkarte nicht zusammenstoßen darf. Wenn dies passiert, muss der Spieler ein Sicherheitspasswort eingeben. Kennt der Spieler dieses Passwort nicht oder wenn er bereits viermal dazu aufgefordert wurde, wird das Spiel beendet. Da das Spiel über keine Speicherfunktion verfügt, muss der Spieler das Spiel von vorne anfangen.

## Produktionsdetails
Steve Cartwright gibt als erste Idee eine „Untergrund-Postlieferungssimulation“ an, die mit der Zeit zu einem Spionagethema entwickelt wurde. Für die Wahl des Titels bzw. den Grund, warum zusätzlich das Hacker-Motiv in das Spiel gebracht wurde, gibt er zwei Gründe an. Activision wollte nach dem finanziellen Erfolg des Films WarGames – Kriegsspiele, der ebenfalls über einen Hacker handelt, auf dieses Thema setzen. Des Weiteren sei in dem Jahr das „Hacken von Computern“ generell ein Thema in den Nachrichten gewesen. Ursprünglich sei auch eine Speicherfunktion vorgesehen gewesen, die jedoch aufgrund von finanziellen Problemen bei Activision fallengelassen wurde, um das Spiel so schnell wie möglich auf den Markt zu bringen.

## Rezeption
Die deutsche ASM stellte heraus, dass das Spiel trotz seines Namens nichts mit Hacking zu tun habe und sich nur schwer in ein Genre einordnen lasse. Redakteur Stefan Swiergiel kritisierte die „primitive“ Grafik und den Sound, der lediglich aus einem „schrillen Piepsen“ bestehe.
Die Zeitschrift Crash lobt die grundlegend neue Spielidee sowie das Thema und die Atmosphäre des Spiels. Das Spiel habe zudem einen gewissen Suchtfaktor. Die Grafik sei eher mittelmäßig und Sound sei praktisch nicht vorhanden. Heinrich Lenhardt kam in der Happy Computer zu dem Schluss, dass Hacker „amüsantes Denkfutter und eine der originellsten Neuerscheinungen der letzten Monate“ war.
Auch das britische Magazin ZZAP! 64 bezeichnet das Spiel ungewöhnlich, originell und atmosphärisch gelungen. Auch wenn der Sound eher minimalistisch sei, kommt das Magazin auf eine gute Gesamtwertung von 87 %. Andere Kritiker sind bei ihrer Beurteilung jedoch nüchterner. So stellt Computer Gamer fest, dass das Spiel mit „Hacken“ wenig zu tun habe, da das Startproblem (die Eingabe des Passwortes) sich von alleine löst. Das folgende Hauptspiel sei aber sehr gut und sehr fesselnd. Auch die Zeitschrift Sinclair User stimmt darin überein, dass die Anfangsidee schnell verlassen werde.